# Giovan Pietro Grimaldi

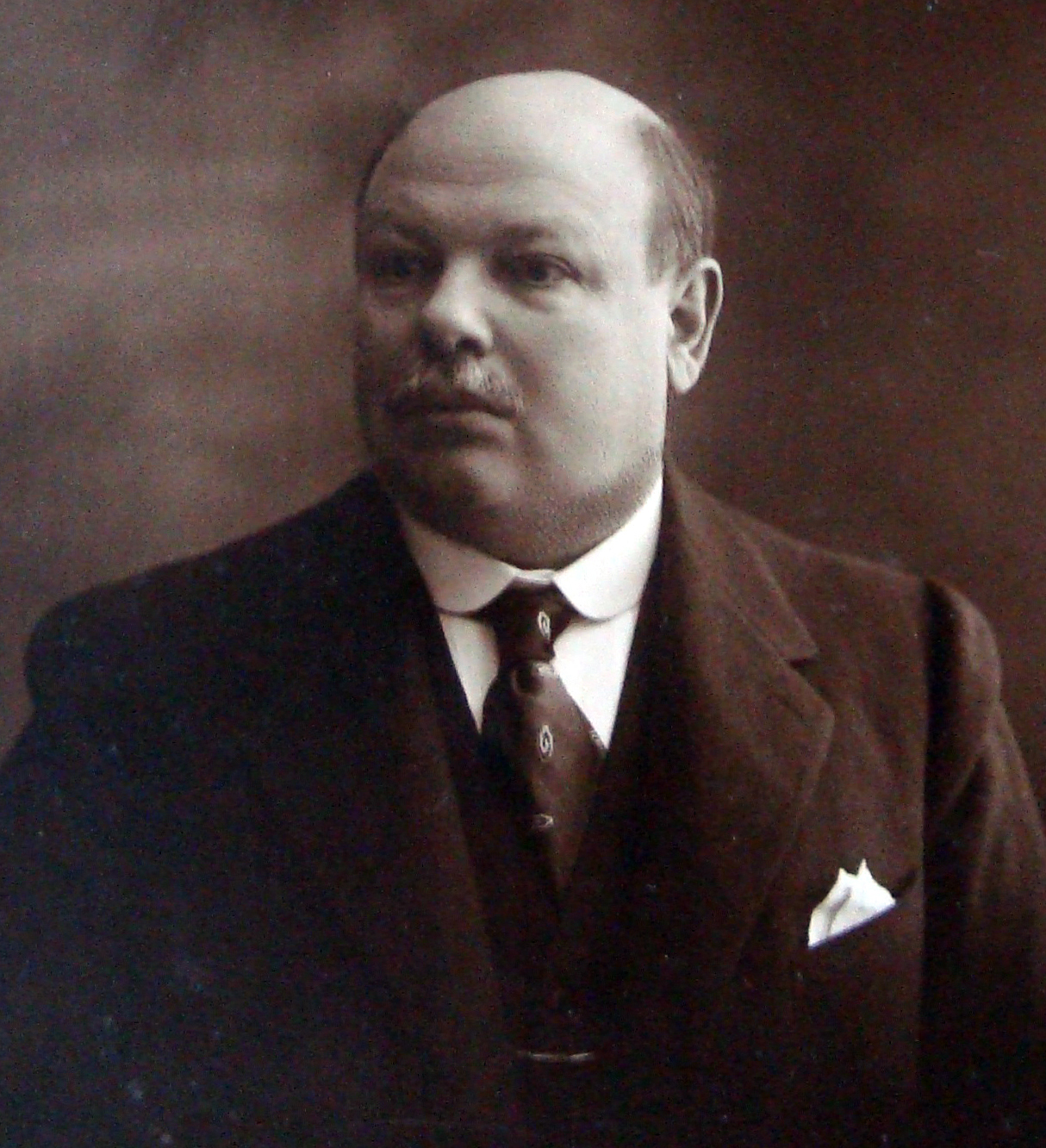
Giovan Pietro Grimaldi

Giovan Pietro Grimaldi di Calamezzana (* 28. Oktober 1860 in Modica; † 1. September 1918 ebenda) war ein italienischer Physiker und Akademiker.

## Leben und Werk
Grimaldi war der Sohn des Rechtsanwalts Enrico Grimaldi di Calamezzana und seiner Frau Antonia Rizzone Tedeschi.  Er hatte drei Geschwister, Clemente Grimaldi, ein bekannter Agronom, sowie seine Schwestern Grazietta und Teresa.
Er besuchte ab 1874 das Königlich-Technische Institut Archimedes in Modica, das er 1878 mit ausgezeichneten Noten abschloss. Er blieb bis 1880 am Institut, wo er als Assistent für Physik arbeitete. In diesem Jahr schrieb sich Grimaldi an der Königlichen Universität von Catania ein, wo er Physik studierte. Er schloss 1885 das Studium mit einer Arbeit über die Ausdehnung von Flüssigkeiten bei verschiedenem Drücken ab. Er blieb bis 1886 Mitarbeiter seines akademischen Lehrers Damiano Macaluso, dem er an die Universität von Palermo folgte.
1888 wurde er Assistant von Pietro Blaserna am Institut für Physik der Universität Rom. Vier Jahre später wurde er Professor für Physik an der Universität Cagliari; im selben Jahr übernahm er den Lehrstuhl für Experimentalphysik an der Universität Parma, um im folgenden Jahr wieder nach Catania zurückzukehren, um den Lehrstuhl von Adolfo Bartoli zu übernehmen. Von 1905 bis 1908 war er Rektor der Universität Catania. In diesem Jahr trat er wegen Gesundheitsproblemen aus dem Universitätsdienst aus.
Er starb im Alter von 57 Jahren. Sein Vermögen vermachte er einer Stiftung.